# Euro-Ring
Az Euro-Ring Versenypálya és Rendezvényközpont Örkényben található, mindössze 52 km-re Budapesttől, az M5-ös autópálya mentén. A versenypálya hossza 2750 m.

## Története
A FIA előírásai szerint épített versenypálya 2004. szeptember 26-án nyitotta meg kapuit, azzal a céllal, hogy egy modern vonalvezetésű versenypálya és egy komplex technikai rendezvényközpont jöjjön létre. A létesítmény tervezése során figyelembe vették mind a profi versenyzők, mind pedig az érdeklődők igényeit.

## A pálya jellemzői
A versenypálya hossza 2750 m, melyből a célegyenes 330 m. A célegyenesben elérhető legnagyobb sebesség megközelíti a 180 km/h-t. A célegyenes szélessége 12 méter, míg a többi szakaszon átlagosan 10 méter. A versenypálya aszfaltburkolata 9 cm vastag megfelelve minden igénynek. A burkolat alkalmas mind a nyílt napokhoz, melyeket a nagyközönség számára szerveznek, mind pedig a professzionális autó- és motorversenyekhez, melyek speciális feltételeket igényelnek.
A boxutca 24 boxból áll.

## Fordítás
- Ez a szócikk részben vagy egészben az Euro-Ring című német Wikipédia-szócikk ezen változatának fordításán alapul. Az eredeti cikk szerkesztőit annak laptörténete sorolja fel. Ez a jelzés csupán a megfogalmazás eredetét jelzi, a licencfeltételeknek való megfelelést szolgálja, nem szolgál a cikkben szereplő információk forrásmegjelöléseként.